# فرودگاه سچففرویلل-دریاچه سقواو
فرودگاه سچففرویلل-دریاچه سقواو (به انگلیسی: Schefferville/Squaw Lake Water Aerodrome) یک فرودگاه خصوصی است که یک باند فرود آب دارد. این فرودگاه در کشور کانادا قرار دارد و در ارتفاع ۴۹۳ متری از سطح دریا واقع شده است.